# Synsepalum
Synsepalum (A.DC.) Daniell, 1852 è un genere di piante della famiglia delle Sapotacee.

## Tassonomia
Il genere comprende le seguenti specie:
- Synsepalum afzelii (Engl.) T.D.Penn.
- Synsepalum aubrevillei (Pellegr.) Aubrév. & Pellegr.
- Synsepalum batesii (A.Chev.) Aubrév. & Pellegr.
- Synsepalum bequaertii De Wild.
- Synsepalum brenanii (Heine) T.D.Penn.
- Synsepalum brevipes (Baker) T.D.Penn.
- Synsepalum buluensis (Greves) ined.
- Synsepalum carrieanum (Dubard) Pierre ex ined.
- Synsepalum cerasiferum (Welw.) T.D.Penn.
- Synsepalum chimanimani Rokni & I.Darbysh.
- Synsepalum congolense Lecomte
- Synsepalum dulcificum (Schumach. & Thonn.) Daniell
- Synsepalum fleuryanum A.Chev.
- Synsepalum gabonense (Aubrév. & Pellegr.) T.D.Penn.
- Synsepalum kaessneri (Engl.) T.D.Penn.
- Synsepalum lastoursvillense (Aubrév. & Pellegr.) ined.
- Synsepalum laurentii (De Wild.) D.J.Harris
- Synsepalum letestui Aubrév. & Pellegr.
- Synsepalum letouzeyi Aubrév.
- Synsepalum msolo (Engl.) T.D.Penn.
- Synsepalum muelleri (Kupicha) T.D.Penn.
- Synsepalum ntimii W.D.Hawth.
- Synsepalum nyangense (Pellegr.) McPhersen & J.T.White
- Synsepalum ogouense (Aubrév. & Pellegr.) ined.
- Synsepalum ovatostipulatum (De Wild.) ined.
- Synsepalum oyemense (Aubrév. & Pellegr.) ined.
- Synsepalum passargei (Engl.) T.D.Penn.
- Synsepalum pobeguinianum (Dubard) Aké Assi & L.Gaut.
- Synsepalum revolutum (Baker) T.D.Penn.
- Synsepalum seretii (De Wild.) T.D.Penn.
- Synsepalum stipulatum (Radlk.) Engl.
- Synsepalum subcordatum De Wild.
- Synsepalum subverticillatum (E.A.Bruce) T.D.Penn.
- Synsepalum tomentosum (Aubrév. & Pellegr.) ined.
- Synsepalum tsounkpe Aubrév. & Pellegr.
- Synsepalum ulugurense (Engl.) Engl.
- Synsepalum zenkeri Aubrév. & Pellegr.